# Grandpuits-Bailly-Carrois
Grandpuits-Bailly-Carrois – miejscowość i gmina we Francji, w regionie Île-de-France, w departamencie Sekwana i Marna.
Według danych na rok 1990 gminę zamieszkiwało 916 osób, a gęstość zaludnienia wynosiła 37 osób/km² (wśród 1287 gmin regionu Île-de-France Grandpuits-Bailly-Carrois plasuje się na 650. miejscu pod względem liczby ludności, natomiast pod względem powierzchni na miejscu 42.).